# Synagoga Moszka Lipskiego w Łodzi
Synagoga Moszka Lipskiego w Łodzi – prywatny dom modlitwy znajdujący się w Łodzi, przy ulicy Benedykta 45.
Synagoga została zbudowana w 1896 roku z inicjatywy Moszka Lipskiego. Mogła ona pomieścić 31 osób. Podczas II wojny światowej hitlerowcy zdewastowali synagogę.